# Estación Campo Limpo Paulista
La Estación Campo Limpo Paulista es una estación del sistema de trenes metropolitanos perteneciente a la Línea 7-Rubí, ubicada en el municipio de Campo Limpo Paulista, en la Región Metropolitana de São Paulo.

## Tabla
| Sigla | Estación             | Inauguración       | Integración              | Plataformas | Posición    | Comentarios                        |
| ----- | -------------------- | ------------------ | ------------------------ | ----------- | ----------- | ---------------------------------- |
| CLP   | Campo Limpo Paulista | 1 de enero de 1881 | Bilhete Único de SPTrans | Laterales   | Superficial | Estación reconstruida por la RFFSA |